# Rob Shearer
Rob Shearer, punim imenom Robert Shearer (Kitchener, Ontario, 19. listopada 1976.) kanadski je profesionalni hokejaš na ledu. 

## Karijera
Shearer je juniorski staž odradio u jednoj od najjačih juniorskih liga na svijetu OHL-u (Ontario Hockey League) za momčad Windsor Spitfires. U tri godine igranja ostvario je učinak od rekordnih 93 boda. Prvi profesionalni angažman dobio je u AHL-u (American Hockey League) za klub Hershey Bears, filijali NHL ekipe Colorado Avalanche. To mu je otvorilo vrata prema najjačoj hokejaškoj ligi na svijetu, NHL-u. Sezonu 2000./01. proveo je između AHL-a i NHL-a, u obje ekipe, ali je za Colorado odigrao tek 2 susreta bez ostvarenog učinka.
2001. karijeru nastavlja u Finskoj. U SM-liiga za klub TPS Turku odigrao je jednu sezonu, a od 2002. do 2005. igrao je u njemačkom DEL-u za Eisbären Berlin. Ondje je osvojio dvostruku krunu, ligu (2005.) i kup (2004.). U EBEL-u je debitirao 2005./06., kada prešao u austrijski Black Wings Linz.

## Vanjske poveznice
- Profil na The Internet Hockey Database
- Profil na Eurohockey.net
- Profil na Legends of Hockey.net